# Peckolus alpinus
Peckolus alpinus là một loài bọ cánh cứng trong họ Bọ hung (Scarabaeidae).